# Helvetia Rugby
Alqatara Rugby Club Andalucía denominado Helvetia Rugby por motivos de patrocinio,  fue un equipo español de rugby de Sevilla, fundado en 2014 mediante un acuerdo de colaboración entre CAR Coanda Sevilla y el CD Mairena Rugby para competir en la División de Honor B. El equipo se disolvió en 2017 cuando finalizó el acuerdo de colaboración.

## Historia
Aunque el club fue fundado en 2014, sus orígenes se encuentran en la unión del CAR Coanda Sevilla y CD Mairena Rugby, que en 2007 unieron sus recursos y sus mejores jugadores para competir como un solo equipo en la segunda división del rugby nacional,   manteniendo su independencia a nivel regional y categorías inferiores.  Ese único equipo ya contaba con el patrocinio de Helvetia y era conocido como tal. En 2014, Alqatara se inscribió como nuevo club en la Federación Andaluza de Rugby, recibiendo la licencia para competir en la División de Honor B que le otorgó el Club Amigos del Rugby, y registrando tanto el CAR Sevilla como el CD Mairena como equipo filial.
En 2016 el San Jerónimo Rugby Club, también de la capital andaluza, se convirtió en el tercer club filial de Alqatara. Hasta 2017 cuando finalizó la colaboración entre los clubes fundadores. 